# Collegio di Henley
Henley è stato un collegio elettorale inglese situato nell'Oxfordshire rappresentato alla camera dei Comuni del parlamento del Regno Unito. Eleggeva un membro del parlamento con il sistema maggioritario a turno unico; il collegio è stato abolito in occasione della revisione periodica del 2024.

## Estensione
- 1885–1918: il Municipal Borough di Henley-on-Thames, le divisioni sessionali di Henley e Wallington, parte della divisione sessionale di Bullingdon, e parte del Municipal Borough di Abingdon nella contea dell'Oxfordshire.
- 1918–1950: il Municipal Borough di Henley-on-Thames, i distretti urbani di Bicester, Thame e Wheatley e i distretti rurali di Bicester, Crowmarsh, Culham, Goring, Headington, Henley e Thame.
- 1950–1974: il Municipal Borough di Henley-on-Thames, i distretti urbani di Bicester e Thame, i distretti rurali di Bullingdon e Henley e parte del distretto rurale di Ploughley.
- 1974–1983: il Municipal Borough di Henley-on-Thames, il distretto urbano di Thame, il distretto rurale di Henley, e parte del distretto rurale di Bullingdon.
- 1983–1997: i ward del distretto di South Oxfordshire di Aston Rowant, Benson, Berinsfield, Chalgrove, Chinnor, Clifton Hampden, Crowmarsh, Dorchester, Forest Hill, Garsington, Goring, Goring Heath, Great Milton, Henley, Kidmore End, Nettlebed, Rotherfield Peppard, Shiplake, Sonning Common, Thame North, Thame South, Watlington, Wheatley e Woodcote.
- 1997–2010: come sopra, più Horspath
- 2010–2024: come sopra, meno Horspath, Dorchester, Goring Heath, con l'aggiunta di Chiltern Woods, Henley più i ward del distretto di Cherwell di Kirtlington and Otmoor.

Il collegio copriva gran parte del distretto di governo locale del South Oxfordshire, ad esclusione di Wallingford, Didcot e le aree circostanti ad ovest. Tra i principali insediamenti vi erano Henley-on-Thames, Thame, Chinnor e Sonning Common. I due ward di Cherwell si trovavano a nord, presso Oxford, ed erano prevalentemente rurali.

## Storia
Due deputati eletti per lunghi periodi a Henley ricoprirono cariche a livello governativo: Michael Heseltine, deputato di Henley dal 1974 al 2001, fu succeduto da Boris Johnson, che fu poi eletto a Sindaco di Londra e si dimise quindi dalla Camera dei comuni il 4 giugno 2008, portando ad un'elezione suppletiva.
Dal 1910 i rappresentanti del collegio fanno parte del Partito Conservatore; l'elezione suppletiva del 2008 fu vinta dal candidato conservatore John Howell, che fu poi rieletto in tutte le elezioni generali successive. Il risultato del 2015 rese il collegio il 12° più sicuro per il partito Conservatore, in termini di vantaggio sugli avversari.

## Membri del parlamento
| Elezione | Elezione            | Deputato                | Partito          |
| -------- | ------------------- | ----------------------- | ---------------- |
|          | 1885                | Edward William Harcourt | Conservatore     |
| 1886     | Francis Parker      |                         | Conservatore     |
| 1895     | Robert Hodge        |                         | Conservatore     |
|          | 1906                | Philip Morrell          | Liberale         |
|          | Gen 1910            | Valentine Fleming       | Conservatore     |
| 1917 (S) | Robert Hermon-Hodge |                         | Conservatore     |
| 1918     | Reginald Terrell    |                         | Conservatore     |
| 1924     | Robert Henderson    |                         | Conservatore     |
| 1932 (S) | Gifford Fox         |                         | Conservatore     |
| 1950     | John Hay            |                         | Conservatore     |
| Feb 1974 | Michael Heseltine   |                         | Conservatore     |
| 2001     | Boris Johnson       |                         | Conservatore     |
| 2008 (S) | John Howell         |                         | Conservatore     |
|          | 2024                | Collegio abolito        | Collegio abolito |

## Elezioni

### Elezioni negli anni 2010
| Partito                    | Partito                                   | Candidato                  | Risultati 12 dicembre 2019 | Risultati 12 dicembre 2019 |
| Partito                    | Partito                                   | Candidato                  | Voti                       | %                          |
| -------------------------- | ----------------------------------------- | -------------------------- | -------------------------- | -------------------------- |
|                            | Conservatore                              | John Howell                | 32 189                     | 54,78                      |
|                            | Lib Dem                                   | Laura Coyle                | 18 136                     | 30,87                      |
|                            | Laburista                                 | Zaid Marham                | 5 698                      | 9,70                       |
|                            | Verdi                                     | Jo Robb                    | 2 736                      | 4,66                       |
|                            |                                           |                            |                            |                            |
| Iscritti                   | Iscritti                                  | Iscritti                   | 76 660                     | 100,00                     |
| ↳ Votanti (% su iscritti)  | ↳ Votanti (% su iscritti)                 | ↳ Votanti (% su iscritti)  | 58 759                     | 76,65                      |
| ↳ Astenuti (% su iscritti) | ↳ Astenuti (% su iscritti)                | ↳ Astenuti (% su iscritti) | 17 901                     | 23,35                      |
|                            |                                           |                            |                            |                            |
|                            | Esito: collegio confermato a Conservatore |                            |                            |                            |

| Partito                    | Partito                                   | Candidato                  | Risultati 8 giugno 2017 | Risultati 8 giugno 2017 |
| Partito                    | Partito                                   | Candidato                  | Voti                    | %                       |
| -------------------------- | ----------------------------------------- | -------------------------- | ----------------------- | ----------------------- |
|                            | Conservatore                              | John Howell                | 33 749                  | 59,11                   |
|                            | Laburista                                 | Oliver Kavanagh            | 11 455                  | 20,06                   |
|                            | Lib Dem                                   | Laura Coyle                | 8 485                   | 14,86                   |
|                            | Verdi                                     | Robin Bennett              | 1 864                   | 3,26                    |
|                            | UKIP                                      | Tim Scott                  | 1 154                   | 2,02                    |
|                            | The Radical Party                         | Patrick Gray               | 392                     | 0,69                    |
|                            |                                           |                            |                         |                         |
| Iscritti                   | Iscritti                                  | Iscritti                   | 74 990                  | 100,00                  |
| ↳ Votanti (% su iscritti)  | ↳ Votanti (% su iscritti)                 | ↳ Votanti (% su iscritti)  | 57 218                  | 76,30                   |
| ↳ Astenuti (% su iscritti) | ↳ Astenuti (% su iscritti)                | ↳ Astenuti (% su iscritti) | 17 772                  | 23,70                   |
|                            |                                           |                            |                         |                         |
|                            | Esito: collegio confermato a Conservatore |                            |                         |                         |

| Partito                    | Partito                                   | Candidato                  | Risultati 7 maggio 2015 | Risultati 7 maggio 2015 |
| Partito                    | Partito                                   | Candidato                  | Voti                    | %                       |
| -------------------------- | ----------------------------------------- | -------------------------- | ----------------------- | ----------------------- |
|                            | Conservatore                              | John Howell                | 32 292                  | 58,46                   |
|                            | Laburista                                 | Sam Juthani                | 6 917                   | 12,52                   |
|                            | Lib Dem                                   | Sue Cooper                 | 6 205                   | 11,23                   |
|                            | UKIP                                      | Christopher Jones          | 6 007                   | 10,88                   |
|                            | Verdi                                     | Mark Stevenson             | 3 815                   | 6,91                    |
|                            |                                           |                            |                         |                         |
| Iscritti                   | Iscritti                                  | Iscritti                   | 77 906                  | 100,00                  |
| ↳ Votanti (% su iscritti)  | ↳ Votanti (% su iscritti)                 | ↳ Votanti (% su iscritti)  | 55 236                  | 70,90                   |
| ↳ Astenuti (% su iscritti) | ↳ Astenuti (% su iscritti)                | ↳ Astenuti (% su iscritti) | 22 670                  | 29,10                   |
|                            |                                           |                            |                         |                         |
|                            | Esito: collegio confermato a Conservatore |                            |                         |                         |

| Partito                    | Partito                                   | Candidato                  | Risultati 6 maggio 2010 | Risultati 6 maggio 2010 |
| Partito                    | Partito                                   | Candidato                  | Voti                    | %                       |
| -------------------------- | ----------------------------------------- | -------------------------- | ----------------------- | ----------------------- |
|                            | Conservatore                              | John Howell                | 30 054                  | 56,15                   |
|                            | Lib Dem                                   | Andy Crick                 | 13 466                  | 25,16                   |
|                            | Laburista                                 | Richard McKenzie           | 5 835                   | 10,90                   |
|                            | UKIP                                      | Laurence Hughes            | 1 817                   | 3,39                    |
|                            | Verdi                                     | Mark Stevenson             | 1 328                   | 2,48                    |
|                            | BNP                                       | John Bews                  | 1 020                   | 1,91                    |
|                            |                                           |                            |                         |                         |
| Iscritti                   | Iscritti                                  | Iscritti                   | 74 957                  | 100,00                  |
| ↳ Votanti (% su iscritti)  | ↳ Votanti (% su iscritti)                 | ↳ Votanti (% su iscritti)  | 53 520                  | 71,40                   |
| ↳ Astenuti (% su iscritti) | ↳ Astenuti (% su iscritti)                | ↳ Astenuti (% su iscritti) | 21 437                  | 28,60                   |
|                            |                                           |                            |                         |                         |
|                            | Esito: collegio confermato a Conservatore |                            |                         |                         |

### Elezioni negli anni 2000
| Partito                    | Partito                                   | Candidato                  | Risultati 26 giugno 2008 | Risultati 26 giugno 2008 |
| Partito                    | Partito                                   | Candidato                  | Voti                     | %                        |
| -------------------------- | ----------------------------------------- | -------------------------- | ------------------------ | ------------------------ |
|                            | Conservatore                              | John Howell                | 19 796                   | 57,00                    |
|                            | Lib Dem                                   | Stephen Kearney            | 9 680                    | 27,87                    |
|                            | Verdi                                     | Mark Stevenson             | 1 321                    | 3,80                     |
|                            | BNP                                       | Tim Rait                   | 1 243                    | 3,58                     |
|                            | Laburista                                 | Richard McKenzie           | 1 066                    | 3,07                     |
|                            | UKIP                                      | Chris Adams                | 843                      | 2,43                     |
|                            | Monster Raving Loony                      | Bananaman Owen             | 212                      | 0,61                     |
|                            | Democratici                               | Derek Allpass              | 157                      | 0,45                     |
|                            | Indipendente                              | Amanda Harrington          | 128                      | 0,37                     |
|                            | Common Good                               | Dick Rodgers               | 121                      | 0,35                     |
|                            | Indipendente                              | Louise Cole                | 91                       | 0,26                     |
|                            | Fur Play Party                            | Harry Bear                 | 73                       | 0,21                     |
|                            |                                           |                            |                          |                          |
| Iscritti                   | Iscritti                                  | Iscritti                   | 68 833                   | 100,00                   |
| ↳ Votanti (% su iscritti)  | ↳ Votanti (% su iscritti)                 | ↳ Votanti (% su iscritti)  | 34 761                   | 50,50                    |
| ↳ Astenuti (% su iscritti) | ↳ Astenuti (% su iscritti)                | ↳ Astenuti (% su iscritti) | 34 072                   | 49,50                    |
|                            |                                           |                            |                          |                          |
|                            | Esito: collegio confermato a Conservatore |                            |                          |                          |

| Partito                    | Partito                                   | Candidato                  | Risultati 5 maggio 2005 | Risultati 5 maggio 2005 |
| Partito                    | Partito                                   | Candidato                  | Voti                    | %                       |
| -------------------------- | ----------------------------------------- | -------------------------- | ----------------------- | ----------------------- |
|                            | Conservatore                              | Boris Johnson              | 24 894                  | 53,49                   |
|                            | Lib Dem                                   | David Turner               | 12 101                  | 26,00                   |
|                            | Laburista                                 | Kaleem Saeed               | 6 862                   | 14,75                   |
|                            | Verdi                                     | Mark Stevenson             | 1 518                   | 3,26                    |
|                            | UKIP                                      | Delphine Gray-Fisk         | 1 162                   | 2,50                    |
|                            |                                           |                            |                         |                         |
| Iscritti                   | Iscritti                                  | Iscritti                   | 68 537                  | 100,00                  |
| ↳ Votanti (% su iscritti)  | ↳ Votanti (% su iscritti)                 | ↳ Votanti (% su iscritti)  | 46 537                  | 67,90                   |
| ↳ Astenuti (% su iscritti) | ↳ Astenuti (% su iscritti)                | ↳ Astenuti (% su iscritti) | 22 000                  | 32,10                   |
|                            |                                           |                            |                         |                         |
|                            | Esito: collegio confermato a Conservatore |                            |                         |                         |

| Partito                    | Partito                                   | Candidato                  | Risultati 7 giugno 2001 | Risultati 7 giugno 2001 |
| Partito                    | Partito                                   | Candidato                  | Voti                    | %                       |
| -------------------------- | ----------------------------------------- | -------------------------- | ----------------------- | ----------------------- |
|                            | Conservatore                              | Boris Johnson              | 20 466                  | 46,09                   |
|                            | Lib Dem                                   | Catherine Bearder          | 12 008                  | 27,04                   |
|                            | Laburista                                 | Janet Matthews             | 9 367                   | 21,10                   |
|                            | UKIP                                      | Philip Collings            | 1 413                   | 3,18                    |
|                            | Verdi                                     | Oliver Tickell             | 1 147                   | 2,58                    |
|                            |                                           |                            |                         |                         |
| Iscritti                   | Iscritti                                  | Iscritti                   | 69 052                  | 100,00                  |
| ↳ Votanti (% su iscritti)  | ↳ Votanti (% su iscritti)                 | ↳ Votanti (% su iscritti)  | 44 401                  | 64,30                   |
| ↳ Astenuti (% su iscritti) | ↳ Astenuti (% su iscritti)                | ↳ Astenuti (% su iscritti) | 24 651                  | 35,70                   |
|                            |                                           |                            |                         |                         |
|                            | Esito: collegio confermato a Conservatore |                            |                         |                         |

## Risultati dei referendum

### Referendum sulla permanenza del Regno Unito nell'Unione europea del 2016
|             | Collegio    | Lasciare UE % | Rimanere in UE % |
| ----------- | ----------- | ------------- | ---------------- |
|             | Henley      | 43,0%         | 57,0%            |
|             | Inghilterra | 53,3%         | 46,7%            |
| Regno Unito | 51,9%       | 48,1%         |                  |